# Albert Edward Mettam
Albert Edward Mettam (geb. 1867 in Ordsall; gest. 27. November 1917 in Dublin) war ein englischer Tierarzt und Hochschullehrer.
Mettam wurde in Ordsall in der englischen Grafschaft Nottinghamshire geboren und studierte bis 1889 an der Royal (Dick) School of Veterinary Studies in Edinburgh. Nach einer Tätigkeit in einer Tierarztpraxis in Retford, Nottinghamshire, wurde er 1892 Professor für Anatomie und Histologie an der Royal (Dick) School of Veterinary Studies. Im Jahr 1900 wurde er als Professor für Bakteriologie und Pathologie an das Royal Veterinary College of Ireland in Dublin berufen und wurde dessen erster Rektor. Dort war er bis 1917 tätig. 1903, 1904, 1907, 1910 und 1913 war Mettam Vizepräsident des Royal College of Veterinary Surgeons (RCVS), von 1911 bis 1913 dessen Präsident.
Mettam leistete Beiträge zur Embryologie sowie zur Anatomie der Gliedmaßen von Pferden und domestizierten Wiederkäuern. Zusammen mit McFadyean und Stockman war er an der Entwicklung eines Tuberkulose-Tests in Großbritannien beteiligt.
Mettam starb im Alter von 50 Jahren an perniziöser Anämie.